# Capital Gate
Capital Gate  ist ein Multifunktions-Wolkenkratzer in Abu Dhabi, der im Guinness-Buch der Rekorde  mit 18 Grad Neigung als der am stärksten geneigte Turm der Erde verzeichnet wird, wobei diese Neigung vom Architekten beabsichtigt worden ist.

## Geschichte
Die Planung für das Gebäude begann 2007 und auch erste Gelände-Erkundungen wurden bereits im ersten Jahr ausgeführt. Der Rohbau des von in England beheimateten Architekten Robert Matthew Johnson Marshall (RMJM) geplanten Capital Gate war Ende 2009 abgeschlossen. Am Standort unmittelbar neben dem Abu Dhabi National Exhibition Centre unweit des Zayed-Sports-City-Stadions verteilen sich auf eine Gesamthöhe von 160 Metern 35 Stockwerke. Die Neigung nach Westen beträgt 18 Grad, beträchtlich mehr als beim Schiefen Turm von Pisa (3,97 Grad) oder dem Wehrturm in Gau-Weinheim, Rekordhalter mit 5,42 Grad.
Anfang 2011 war der Bau des Capital Gate abgeschlossen. Bereits ein Jahr zuvor begann nach Fertigstellung des Rohbaus die Prüfung für die Aufnahme ins Guinness-Buch der Rekorde als der am stärksten absichtlich geneigte Turm der Erde. Dieser Titel wurde am 21. Dezember 2011 im Rahmen der offiziellen Eröffnung des Gebäudes überreicht. Eigentümer ist die Abu Dhabi National Exhibitions Company. Im Gebäude befindet sich neben Büroräumen auch ein Fünf-Sterne-Hotel der Hotelkette Hyatt.